# The Tin Man Was a Dreamer
The Tin Man Was a Dreamer es un álbum de estudio por el músico británico Nicky Hopkins. Fue publicado el 23 de abril de 1973 a través de Columbia Records.

## Recepción de la crítica
Un escritor no especificado de la revista Record World declaró: “El Van Cliburn del rock and roll, el mago del piano Hopkins, ofrece un magnífico álbum en solitario. Con un poco de ayuda de los amigos George Harrison, Mick Taylor, Klaus Voormann y otros, estas [canciones] rockeras y baladas consolidarán firmemente a Nicky como escritor y cantante”. Un escritor no especificado de la revista Cash Box escribió: “Combine las palabras ‘inglés’ y ‘piano’ y seguramente se le ocurrirá una asociación rápida con el nombre de ‘Nicky Hopkins’. Desde Sweet Thursday, el primer grupo de Jeff Beck e innumerables triunfos en el estudio, su nombre se ha convertido en una leyenda musical tanto entre sus compañeros músicos como entre los fanáticos del rock”.
En 2017, el álbum fue incluido en el libro Los 138 discos que nadie te recomendó de Sergio Coscia y Ernesto Castrillón.

## Lista de canciones
Todas las canciones escritas y compuestas por Nicky Hopkins, excepto donde esta anotado.
Lado uno
1. «Sundown in Mexico» – 1:38
2. «Waiting for the Band» – 2:17
3. «Edward» – 5:22
4. «Dolly» (Hopkins, Jerry Lynn Williams) – 4:43
5. «Speed On» (Hopkins, Williams) – 4:01

Lado dos
1. «The Dreamer» – 5:47
2. «Banana Anna» (Hopkins, Williams) – 3:42
3. «Lawyer's Lament» (Hopkins, Williams) – 3:44
4. «Shout It Out» (Hopkins, Williams) – 3:42
5. «Pig's Boogie» – 2:43

## Créditos y personal
Créditos adaptados desde las notas de álbum de The Tin Man Was a Dreamer.
|  | Lado uno 1. «Sundown in Mexico» - Nicky Hopkins – piano 2. «Waiting for the Band» - Nicky Hopkins – piano, voces - Jerry Williams – voces - George O'Hara – slide guitar - Klaus Voormann – guitarra bajo - Prairie Prince – batería - Ray Cooper – percusión 3. «Edward» - Nicky Hopkins – piano, órgano - George O'Hara – guitarra - Klaus Voormann – guitarra bajo - Prairie Prince – batería - Ray Cooper – percusión, conga - Bobby Keys – saxofón 4. «Dolly» - Nicky Hopkins – piano, voces - Mick Taylor – guitarra líder - Mike Egan – guitarra acústica - Chris Rae – guitarra acústica - Klaus Voormann – guitarra bajo - Prairie Prince – batería - Ray Cooper – percusión - Del Newman – arreglos de cuerdas 5. «Speed On» - Nicky Hopkins – piano, voces - Jerry Williams – voces - George O'Hara – guitarra líder - Mick Taylor – guitarra rítmica - Klaus Voormann – guitarra bajo - Prairie Prince – batería - Ray Cooper – percusión, conga - Bobby Keys – saxofón - Jim Horn – saxofón - Jim Price – trompeta | Lado dos 1. «The Dreamer» - Nicky Hopkins – piano, voces - Mike Egan – guitarra acústica - Chris Rae – guitarra acústica - Klaus Voormann – guitarra bajo - Prairie Prince – batería - Ray Cooper – percusión - Del Newman – arreglos de cuerda y viento metal 2. «Banana Anna» - Nicky Hopkins – piano, voces - Jerry Williams – voces - George O'Hara – guitarra - Klaus Voormann – guitarra bajo - Prairie Prince – batería - Ray Cooper – percusión, conga - Bobby Keys – saxofón 3. «Lawyer's Lament» - Nicky Hopkins – piano, voces - Mick Taylor – guitarra líder y acústica - Klaus Voormann – guitarra bajo - Prairie Prince – batería - Ray Cooper – percusión - Del Newman – arreglos de cuerda y viento metal 4. «Shout It Out» - Nicky Hopkins – piano, voces - Jerry Williams – voces - Chris Rae – guitarra acústica - Mike Egan – guitarra acústica - Klaus Voormann – guitarra bajo - Prairie Prince – batería - Ray Cooper – percusión, conga 5. «Pig's Boogie» - Nicky Hopkins – piano - Chris Spedding – guitarra - Klaus Voormann – guitarra bajo - Prairie Prince – batería - Ray Cooper – percusión, conga - Bobby Keys – saxofón |

## Posicionamiento
| Gráfica (1973)                            | Pico de posición |
| ----------------------------------------- | ---------------- |
| Estados Unidos (Billboard Top LPs & Tape) | 108              |
| Estados Unidos (Cash Box Top 100 Albums)  | 101              |
| Estados Unidos (Record World Album Chart) | 89               |